# Iván Dubásov
Iván Ivánovich Dubásov (en ruso: Иван Иванович Дубасов; 30 de noviembre de 1897, Odintsovo – 15 de marzo de 1988, Moscú) fue un artista ruso-soviético, artista principal del circulante estatal en Goznak (1932-1971), merecedor de los honorables títulos de la URSS y RSFS de Rusia. Es conocido por ser el creador del emblema nacional de la Unión Soviética.

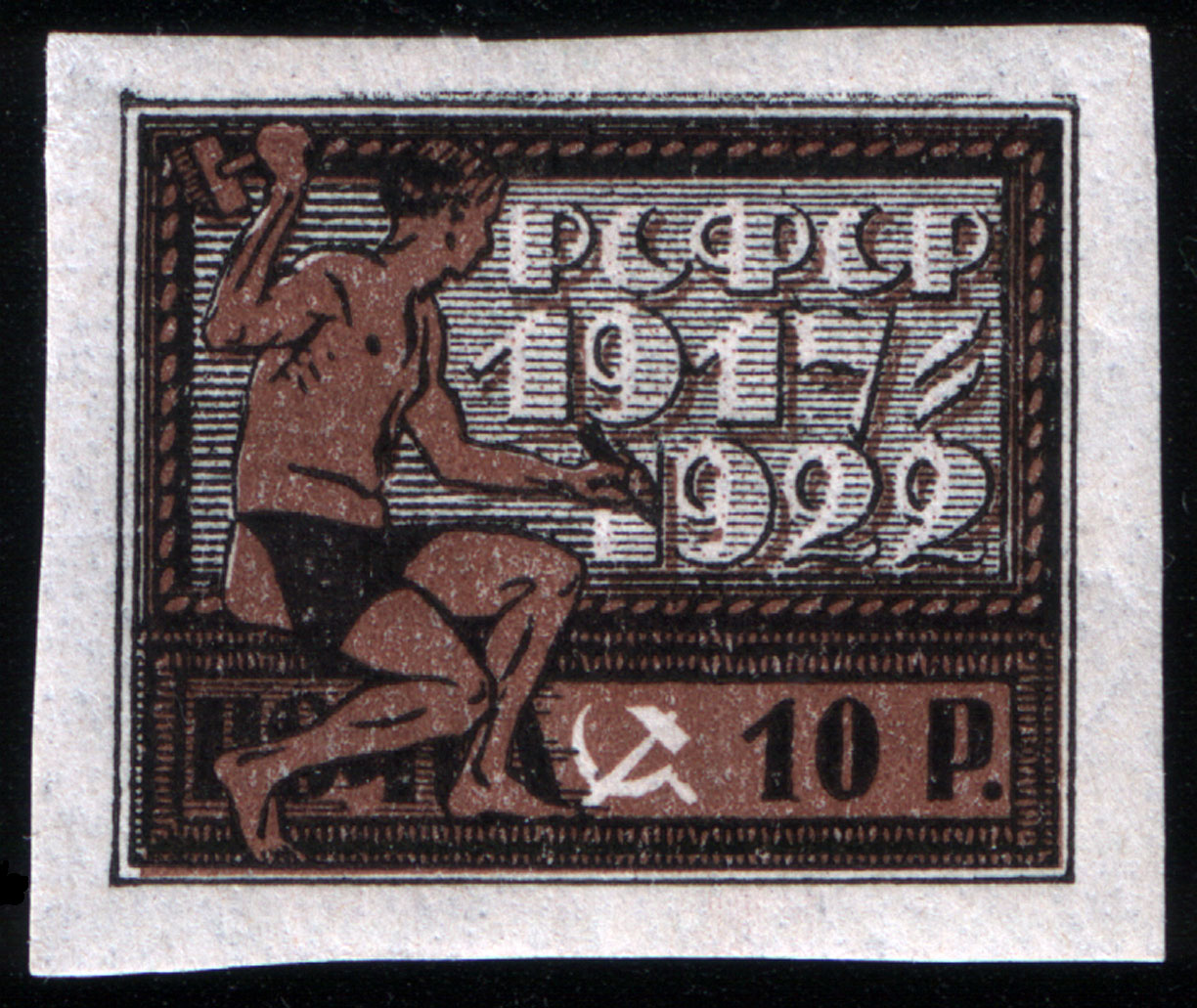
V aniversario de la Revolución de Octubre. RSFS de Rusia, 1922

Desarrolló los diseños y los originales de muchos motivos para los billetes soviéticos, premios estatales y sellos (definitivos y conmemorativos) durante un periodo de varias décadas. Orden de Lenin, Orden de la Bandera Roja del Trabajo, Orden de la Insignia de Honor, con una cantidad de medallas. 

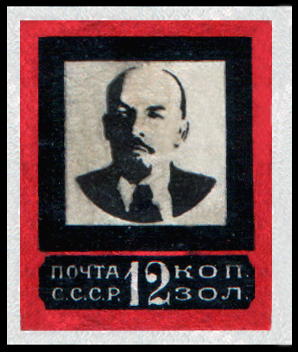
Memorias de Lenin. URSS, 1924